# کریستوفر ماندیانگو
کریستوفر ماندیانگو (انگلیسی: Christopher Mandiangu؛ زادهٔ ۸ فوریهٔ ۱۹۹۲) بازیکن فوتبال اهل آلمان است.
از باشگاه‌هایی که در آن بازی کرده‌است می‌توان به باشگاه فوتبال همیلتون آکادمیکال، باشگاه فوتبال دویسبورگ، و باشگاه فوتبال دینامو برلینر اشاره کرد.
وی همچنین در تیم‌های ملی فوتبال جوانان آلمان و جوانان آلمان بازی کرده‌است.